# 板額御前
板額御前（日语：／ Hangaku Gozen）是平安時代末期至鎌倉時代初期的女性武將。父親是城資國。
日本史上少數的女武將之一，從日本古時開始，就與巴御前一同成為女豪傑的代名詞「巴板額」而為人所知。

## 生平
城氏是平家方在越後國的有力豪族，在治承壽永之亂後沒落，一族被迫潛伏到各地。建仁元年（1201年），身處越後國的姪兒資盛（哥哥資永的兒子）為了呼應叔父長茂（資茂）打倒鐮倉幕府的計劃而舉兵（建仁之亂）（『吾妻鏡』）。不久後，長茂在京都戰死，資盛則以要害鳥坂城為據點，牽制佐佐木盛綱等討伐軍。
此時，作為反亂軍的一方之將持續奮戰。最後，雙腳被藤澤清親所放的箭射中，成為俘虜，而反亂軍亦同時崩壞。被送到鐮倉，在第2代將軍源賴家面前毫無懼色，令幕府的宿將們相當驚愕。深受感動的甲斐源氏一族的淺利義遠向賴家請求迎為妻室，得到許諾。
此後，以義遠妻子的身份，移住到甲斐國，並在同地渡過餘生。墓所在義遠的本據地（現今山梨縣中央市淺利附近的笛吹市境川町小黑坂），名為「板額塚」。

## 人物
- 在建仁之亂中，被描述為「雖是女性之身，百發百中之藝幾乎超越父兄，各人稱奇。在合戰之日，特施兵略。扎著如童形的頭髮，穿著腹巻，站在箭台上，射擊襲來之人。被射中者無一不死」（雖爲女性之身。百發百中之藝殆越父兄也。人擧謂奇特。此合戰之日。殊施兵略。如童形令上髪。着腹巻。居矢倉之上射襲致之輩。中之者莫不死）。（『吾妻鏡』十七卷建仁元年辛酉五月小）

- 另外，『吾妻鏡十七卷建仁元年辛酉六月大』中描述「但於顏色殆可配陵薗妾」（在『吾妻鏡』寬永本中，「配」字被誤記為「醜」字，變成「但於顏色殆可醜陵薗妾」）、「件女面貌雖似宜，思心之武」，被認為是美人，但是在『大日本史』等後世書物中，被描寫為不美。

- 一説身長6尺2寸（約188 cm），不過在『吾妻鏡』等並無相關記述，被認為是因為兄長城長茂身形高大，於是有此後世創作。

- 後來成為淨瑠璃、歌舞伎中的人物。另外，在江戶時代以後，成為醜女的蔑稱。

## 外部連結
- 武家家伝＿越後 城氏 （页面存档备份，存于）